# Drużynowe mistrzostwa Związku Radzieckiego na żużlu
Drużynowe mistrzostwa Związku Radzieckiego na żużlu – radzieckie rozgrywki ligowe w sporcie żużlowym, rozgrywane na torach klasycznych. Organizowane w latach 1962–1992 (w 1992 jako drużynowe mistrzostwa WNP).